# Jules Blancard
Pour les articles homonymes, voir Blancard.
Jules Blancard, né le 17 octobre 1815 à Quillan et mort le 4 août 1891 à Marseille, est un helléniste, professeur, archiviste et traducteur français.

## Biographie
Jules Blancard obtient un baccalauréat en lettres puis est élève à l'École des langues orientales vivantes. En mars 1847, il fait partie, en tant que secrétaire et interprète du directeur Amédée Daveluy, de l'établissement de l'école française d'Athènes, en compagnie des six premiers membres qui arrivent de France. Par la suite, il exercera aussi les fonctions d'économe pour l'école.
Moins diplômé et respecté que les autres membres de l'école, Blancard avait malgré tout sur eux l'avantage de bien connaître le pays et les grecs et de parler parfaitement la langue. Alfred Mézières reconnaît dans une page de souvenirs « Au temps passé : l’École et la vie athénienne en 1850-1852 », les services précieux qu'il a rendu à l'école : « Oui, notre secrétaire avait des côtés bouffons, un peu trop de faconde méridionale, de vanité et de prétentions. Mais comme il rachetait ses ridicules par sa bonté et par son dévouement ! Avec quelle complaisance inépuisable il nous aidait à préparer nos voyages, il recueillait des renseignements pour nous ! Surtout comme il connaissait bien les Grecs, comme il parlait bien leur langue ! Et quelle autorité morale il exerçait sur eux ! ... ».
À son retour en France, à partir de 1878, il enseigne le grec moderne au lycée puis à la Faculté des lettres de Marseille. Il est aussi archiviste au service des Missions au sein de la division des sciences et lettres du ministère de l’Instruction publique.